# Almas perdidas en la ciudad
Downhill City (en España: Almas perdidas en la ciudad) es una película en coproducción entre Finlandia y Alemania, dirigida en el año 1999 por Hannu Salonen.

## Argumento
Berlín: una ciudad de contrastes, controversia, comienzos. Ésta es la historia de seis personas en ese Berlín que están a punto de cambiar radicalmente sus vidas: Artsy el guitarrista finlandés que espera triunfar con su música. Peggy se separa de Hans porque él solo piensa en su carrera de boxeador. Sacha acaba de salir de la cárcel y no sabe ni siquiera donde pasar la noche. Fabián en realidad escritor, sobrevive como recadero de una pizzería y Doris quiere romper con la rutina de su matrimonio deambulando sin rumbo por la ciudad. Sus caminos se cruzan y se pierden casualmente. Todos intentan vivir sus ideas de felicidad y de amor. Eso puede, pero no tiene por qué resultar.

## Premios
- Angers European First Film Festival[1]